# Howco
La Howco Productions (più tardi Howco International Pictures) è stata una casa di produzione e di distribuzione statunitense, specializzata nella realizzazione di film di serie B designati per il double feature.
Nel 1951 Joy Newton Houck Sr. (nato il 10 luglio 1900 a Magnolia (Arkansas) e morto l'8 luglio 1999 a Texarkana), proprietario di 29 Joy Theatres in Arkansas, Louisiana e Mississippi, collaborò con il produttore / regista Ron Ormond e J. Francis White, proprietario di 31 cinema in Virginia, Nord e Sud Carolina, per contrattare con produttori cinematografici indipendenti per creare prodotti per le loro catene di cinema combinate. Le iniziali dei loro nomi, "H, O, W," decretarono il nome dell'azienda.
Inizialmente la Howco distribuì dei film western dalla compagnia di Ron Ormond con Lash LaRue, poi passò ai mostri, alla fantascienza e ai Film d'exploitation. Nel 1954 Howco fondò una società di distribuzione televisiva chiamata National Television Films. La società distribuì anche Carnival Rock di Roger Corman (messo in paio con Teenage Thunder), Jail Bait di Ed Wood (edito con The Blonde Pickup, una riedizione di Racket Girls del 1951) e double features come The Brain from Planet Arous e Teenage Monster (1957) o Lost, Lonely and Vicious e My World Dies Screaming (1958). Il figlio di Houck Sr., Joy N. Houck Jr. diresse alcuni degli ultimi lungometraggi della compagnia distribuiti insieme, ovvero Night of Bloody Horror e Women and Bloody Terror (1970).